# Clematis pubescens
Clematis pubescens là một loài thực vật có hoa trong họ Mao lương. Loài này được Hügel ex Endl. mô tả khoa học đầu tiên năm 1837.

## Hình ảnh

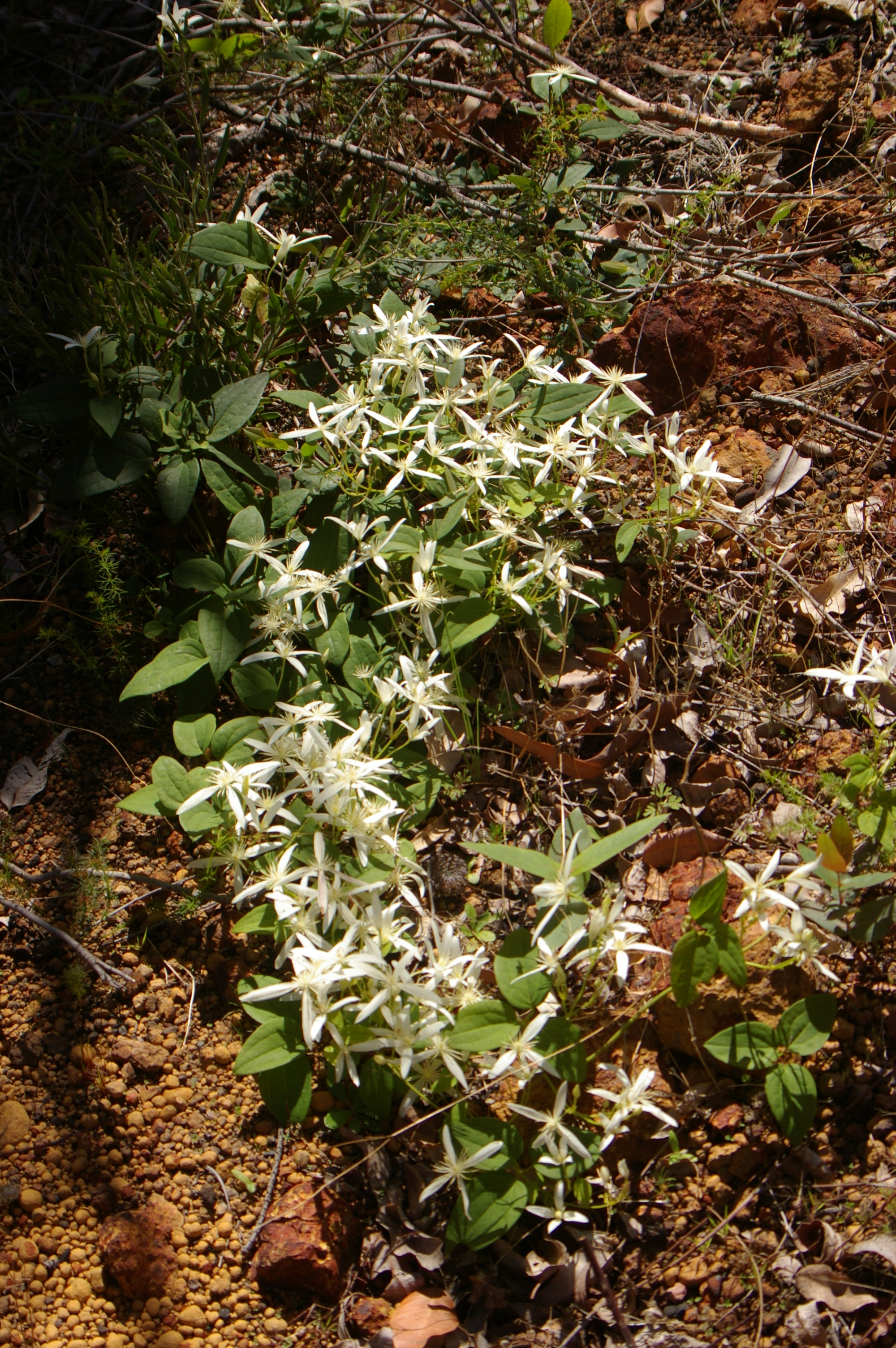
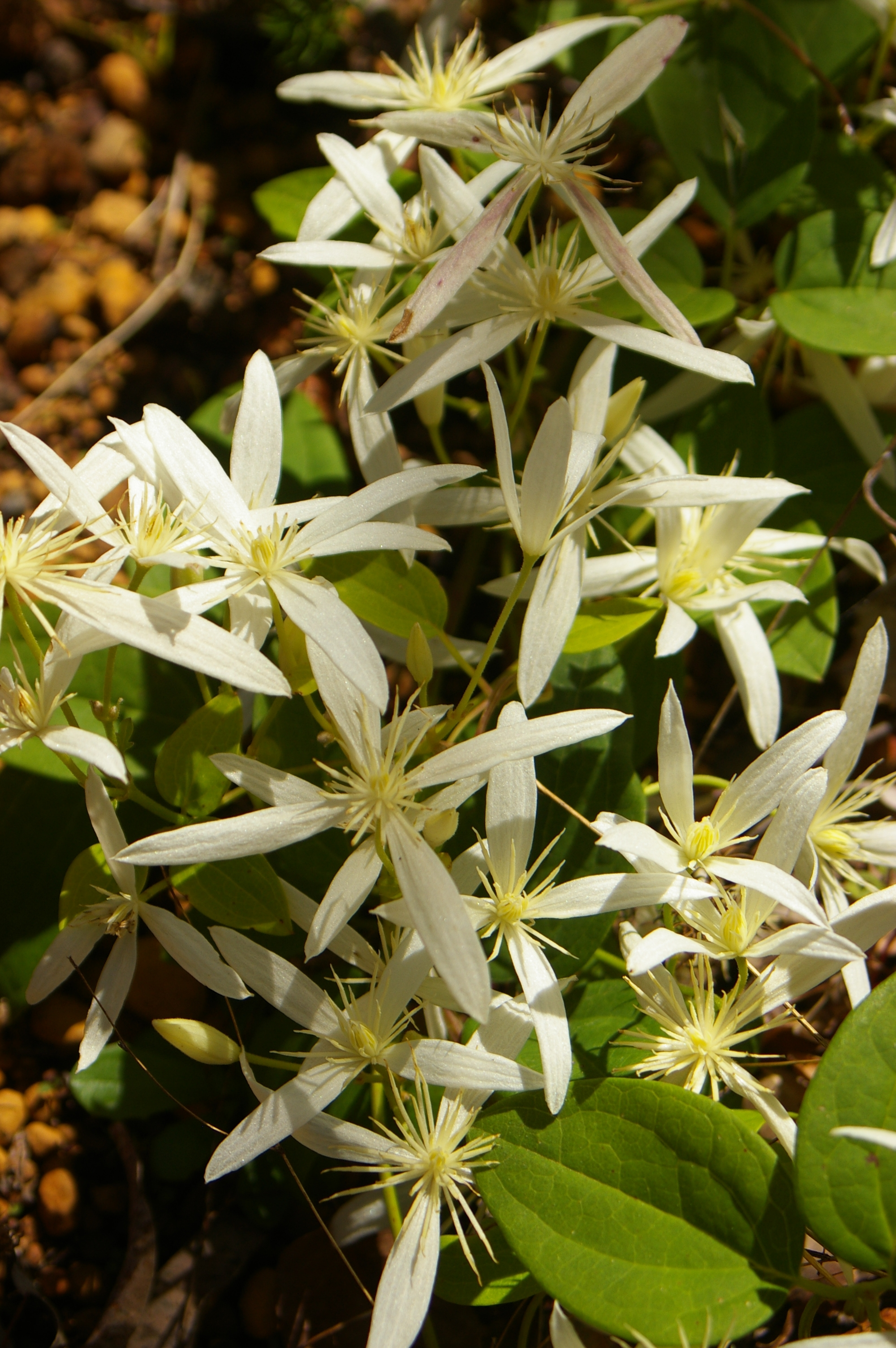
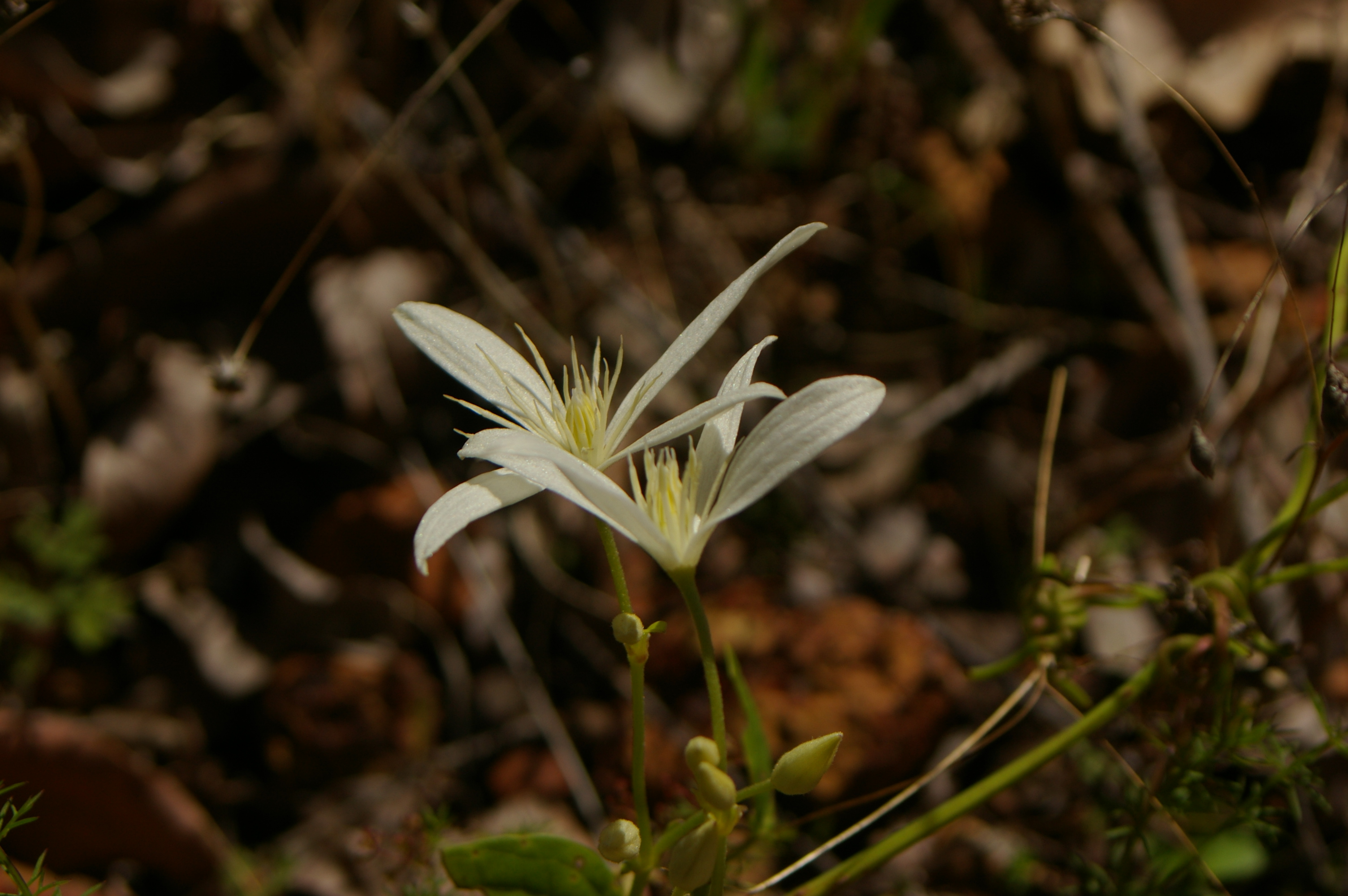